# Le Fardeau de la vie
Pour plus de détails, voir Fiche technique et Distribution.
Le Fardeau de la vie (人生のお荷物, Jinsei no onimotsu) est un film japonais de Heinosuke Gosho sorti en 1935.

## Synopsis
Shozo et Tamako Fukushima ont trois filles et un jeune garçon, Kan'ichi. Les deux ainées qui ont déjà quitté le foyer familial ne se ressemblent guère, Itsuko habillée à l'occidentale est marié à un peintre qui a du mal à joindre les deux bouts. Takako, habillée dans le style traditionnel, vit avec un médecin avec lequel elle se querelle souvent. Machiko la dernière des trois filles du couple est en passe de se marier à son tour.
Au soir du mariage de Machiko, Shozo et Tamako de retour chez eux se querellent au sujet de Kan'ichi, leur jeune garçon de neuf ans qu'ils ont eu sur le tard. À 58 ans, ses trois filles mariées, Shozo a du mal à envisager devoir encore élever ce garçon pour lequel il ne montre pas d'affection. Tamako qui ne supporte pas que son mari traite leur fils de fardeau décide de quitter le domicile familial avec Kan'ichi et va se réfugier chez sa fille Itsuko.

## Fiche technique
- Titre : Le Fardeau de la vie
- Titre original : 人生のお荷物 (Jinsei no onimotsu?)
- Réalisation : Heinosuke Gosho
- Scénario : Akira Fushimi
- Photographie : Jōji Ohara
- Musique : Keizō Horiuchi (ja)

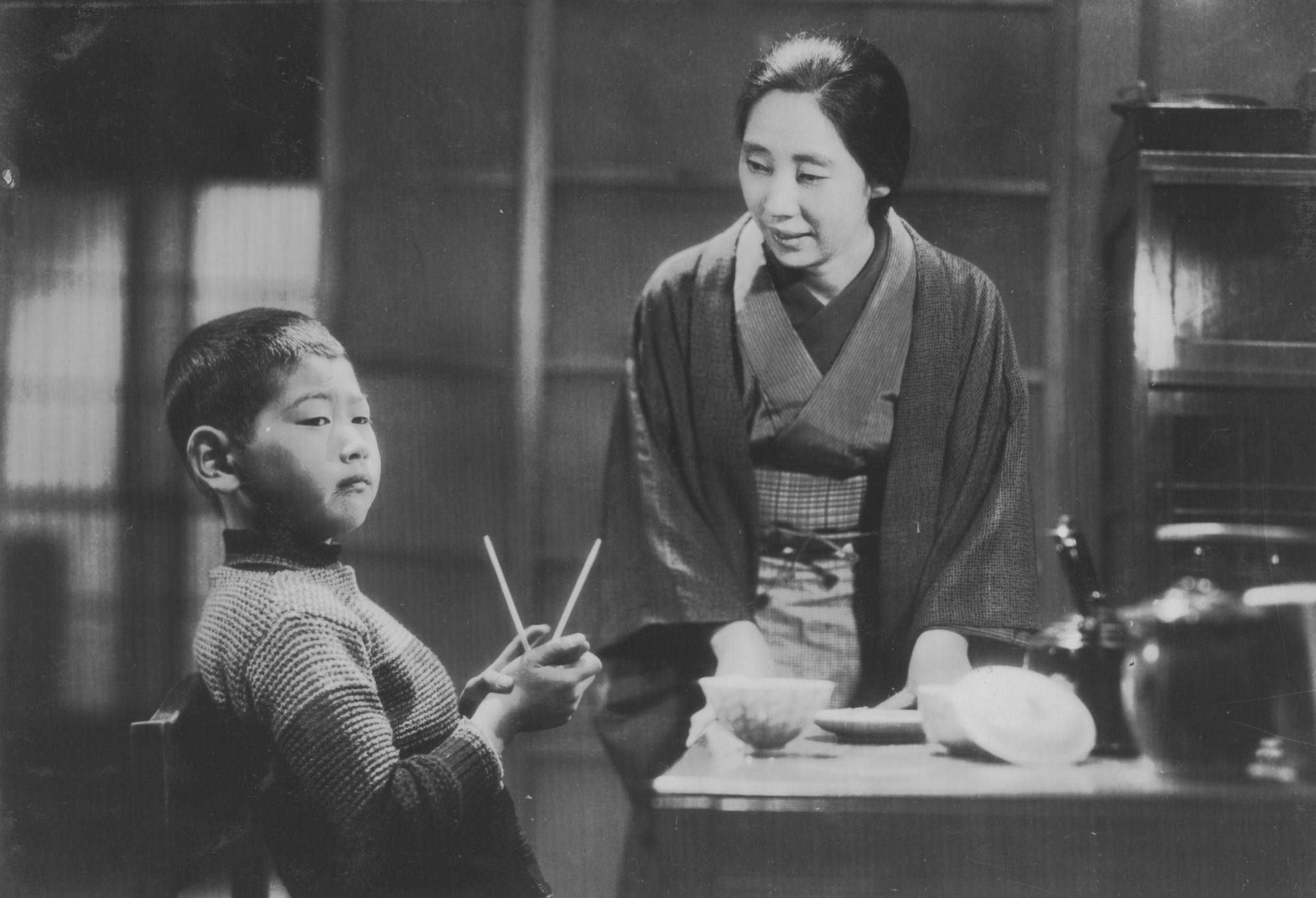
Masao Hayama et Mitsuko Yoshikawa dans Le Fardeau de la vie (1935).

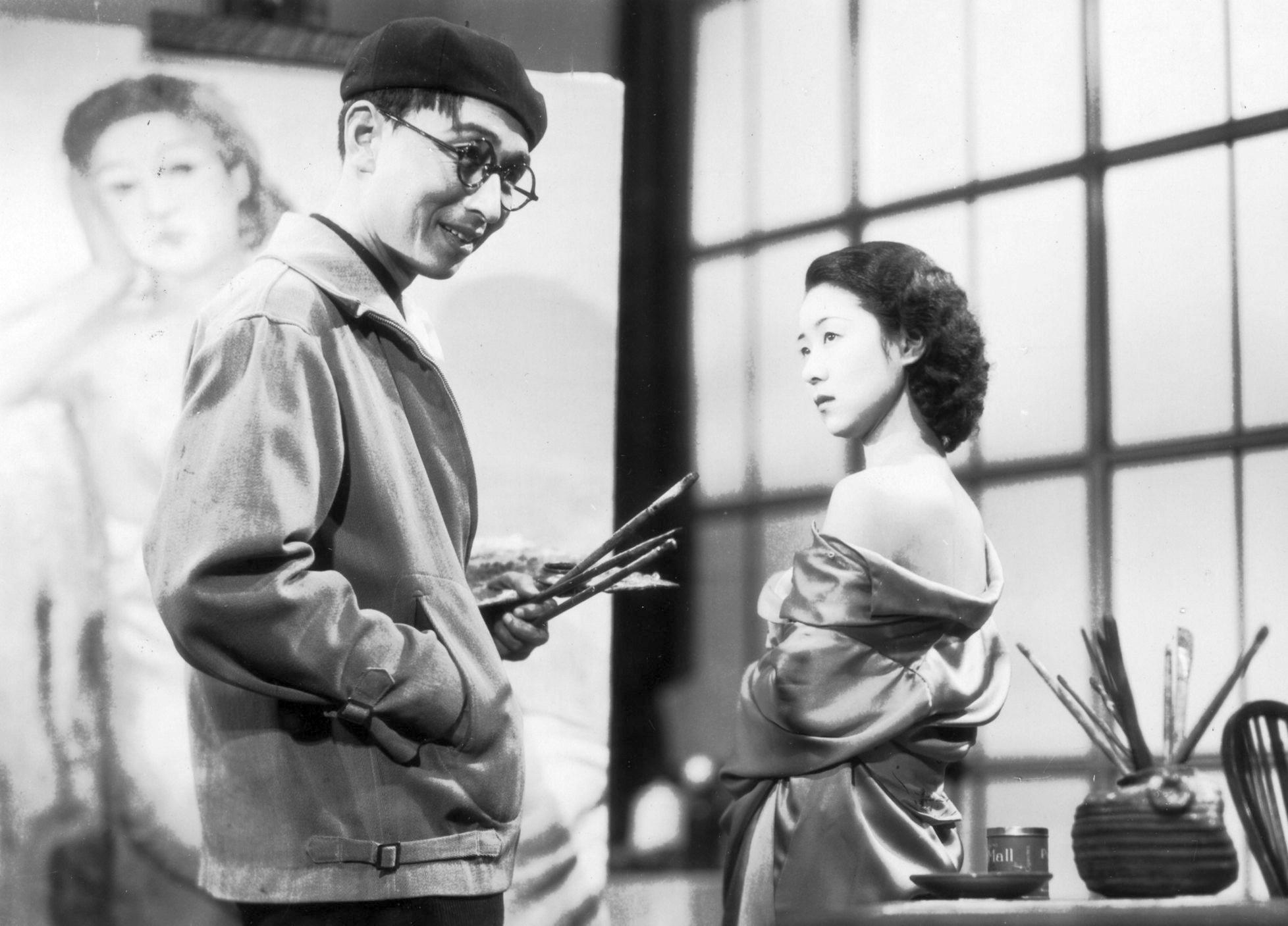
Tokuji Kobayashi et Kinuyo Tanaka dans Le Fardeau de la vie (1935).

- Montage et assistant à la réalisation : Minoru Shibuya
- Sociétés de production : Shōchiku
- Pays d'origine :  Empire du Japon
- Langue originale : japonais
- Format : noir et blanc — 1,37:1 — 35 mm — son mono
- Genre : comédie dramatique
- Durée : 66 minutes
- Date de sortie :
  - Empire du Japon : 10 décembre 1935[1]

## Distribution
- Tatsuo Saitō : Shozo Fukushima
- Mitsuko Yoshikawa : Tamako Fukushima, sa femme
- Masao Hayama : Hirokazu Fukushima, leur fils
- Yoshiko Tsubouchi : Takako Komiyama, leur fille aînée
- Kenji Ōyama : Tetsuo Komiyama, son mari
- Kinuyo Tanaka : Itsuko Kuriyama, la seconde fille de Shozo et Tamako
- Tokuji Kobayashi : Shunkichi Kuriyama, son mari
- Mitsuyo Mizushima : Machiko, la troisième fille de Shozo et Tamako
- Shin Saburi : Kimimasa Hashimoto, son fiancé
- Tomio Aoki : Kan'ichi, le jeune fils de Shozo et Tamako
- Jun Arai : Fukutarō Abe
- Chōko Iida : Okane, sa femme
- Shōzaburō Abe : Yosaku
- Reikō Tani : Minami
- Yōko Kozakura : Yoko, servante chez les Kuriyama
- Kuniko Miyake : hôtesse de bar
- Takeshi Sakamoto
- Yaeko Izumo